# Горње Јесење
Горње Јесење је насељено место и седиште општине Јесење у Крапинско-загорској жупанији, Хрватска. До територијалне реорганизације у Хрватској налазило се у саставу старе општине Крапина.

## Становништво
На попису становништва 2011. године, Горње Јесење је имало 749 становника.

## Попис1991.
На попису становништва 1991. године, насељено место Горње Јесење је имало 807 становника, следећег националног састава:
| Попис 1991.‍ | Попис 1991.‍ | Попис 1991.‍ | Попис 1991.‍ | Попис 1991.‍ |
| ----------- | ----------- | ----------- | ----------- | ----------- |
|             |             |             |             |             |
| Хрвати      | Хрвати      |             | 804         | 99,62%      |
| Македонци   | Македонци   |             | 1           | 0,12%       |
| остали      | остали      |             | 1           | 0,12%       |
| непознато   | непознато   |             | 1           | 0,12%       |
| укупно: 807 |             |             |             |             |